# プシュカーシュ・フェレンツ・シュタディオン駅
座標: 北緯47度30分00秒 東経19度06分21秒 / 北緯47.5度 東経19.1058度
プシュカーシュ・フェレンツ・シュタディオン駅（-えき、洪：Puskás Ferenc Stadion）とはハンガリー共和国ブダペスト県ブダペスト市に位置するブダペスト地下鉄2号線の駅である。

## 駅構造
- 島式ホーム1面2線を有す地下駅。
- 深さ4.71m地点に存在する。

## 駅周辺
- プシュカーシュ・アレーナ

## 歴史
- 1970年4月2日 - Népstadion（ネープシュタディオン、人民スタジアム）駅として開業。
- 2004年 - Stadionok（シュタディオノク、スタジアム）駅に改称。
- 2011年 - 現在の駅名に改称。

## 隣の駅
ブダペスト地下鉄
■2号線
ブダペスト東駅 - プシュカーシュ・フェレンツ・シュタディオン駅 - ピランゴー通駅